# Cundiyo, New Mexico
Cundiyo, New Mexico (енгл. Cundiyo) насељено је место без административног статуса у америчкој савезној држави Њу Мексико.

## Демографија
По попису из 2010. године број становника је 72, што је 23 (-24,2%) становника мање него 2000. године.
| Група             | 2000.      | 2010.      |
| Белци             | 9 (9,5%)   | 6 (8,3%)   |
| Афроамериканци    | 0 (0,0%)   | 0 (0,0%)   |
| Азијати           | 0 (0,0%)   | 0 (0,0%)   |
| Хиспаноамериканци | 83 (87,4%) | 65 (90,3%) |
| Укупно            | 95         | 72         |